# Пелионски етнографски и исторически музей
Пелионският етнографски и исторически музей (на гръцки: Μουσείο Λαϊκής Τέχνης και Ιστορίας του Πηλίου) е музей в село Макриница, Магнезия, Гърция.
Помещава се във възрожденската къща на фамилията Топалис в селото (Αρχοντικό Τοπάλη), построена в 1844 г. и издържана в типичната Пелионска архитектура. Къщата е обявена за паметник на изкуството и историята. Музеят притежава голяма колекция от над 1500 предмета на бита и народното творчество на Пелион от XVIII век и XIX век.
Музеят се намира точно под централния площад до църквата „Преображение Господне“. Къщата на музея е дарена на общината на Макриница през 1932 г. от семейството Топали. Първите ѝ ремонти датират от 1957 г., а музеят функционира от 1960-те години. Сградата е частично ремонтирана и укрепена през 1977 г.  През 1985 г. е обявена за паметник на изкуството и историята. Реставрирана е екстензивно между 1988 г. и 1994 г. Настоящият музей е учреден през 1994 г. 
От 2016 г. музеят е отворен от 09:00 до 14:00 часа от вторник до събота и от 11:00 до 14:30 часа в неделя. 